# Джонсон, Кэмерон
Кэмерон Джордан Джонсон (англ. Cameron Jordan Johnson, род. 3 марта 1996, Moon Township, Пенсильвания) — американский профессиональный баскетболист, лёгкий форвард, выступающий за клуб НБА «Денвер Наггетс». На студенческом уровне выступал за команду Питтсбургского университета «Питтсбург Пантерс» и университета Северной Каролины «Северная Каролина Тар Хилз».

## Профессиональная карьера

### Финикс Санз (2019—2023)
Кэмерон Джонсон был выбран 20 июня 2019 года на драфте НБА под 11-м номером. Официально его выбрал клуб «Миннесота Тимбервулвз», однако ещё до драфта была договорённость между «Миннесотой» и «Финикс Санз», о обмене драфт пиками, в «Финикс» получил 11 выбор на драфте, под которым в итоге и был выбран Джонсон, а также Дарио Шарича, в «Миннесота» получила 6 выбор, который до этого принадлежал «Финиксу», под которым был выбран Джарретт Калвер. Формально Джонсон перешёл в «Финикс» 6 июля 2019 года, в тот же день «Санз» подписали контракт с игроком. 26 октября 2019 года Джонсон дебютировал в НБА, выйдя со скамейки в победном матче против «Лос-Анджелес Клипперс». 10 февраля 2019 года Джонсон дебютировал в стартовой пятёрке «Санз» в игре с «Лос-Анджелес Лейкерс». 3 марта 2020 года, в свой день рождения, Кэмерон Джонсон установил личный рекорд, набрав 21 очко в проигранном матче против «Торонто Рэпторс». Остаток игр до перерыва, связанного с пандемией COVID-19, он пропустил из-за инфекционного мононуклеоза. После возобновления сезона в июле и августе Кэмерон провёл все игры в стартовом составе «Финикс» и помог клубу выиграть все 8 матчей в доигровке сезона 2019/2020. Однако «Санз», несмотря на эту серию побед, всё равно не попали в плей-офф. 8 августа 2020 года Джонсон обновил рекорд франшизы «Санз» по самому быстрому набору 100 трёхочковых попадания, он сделал это за 54 игры, предыдущий рекорд принадлежал Уэсли Персону (72 игры).

### Бруклин Нетс (2023—настоящее время)
9 февраля 2023 года «Санз» обменяли Джонсона в «Бруклин Нетс» вместе с Микалом Бриджесом, Джеем Краудером, четырьмя незащищенными выборами первого раунда драфта и правом на обмен выбора первого раунда драфта 2028 года на Кевина Дюранта и Ти Джея Уоррена.
6 июля 2023 года Джонсон продлил контракт с «Нетс».
19 ноября 2024 года Джонсон провел свой лучший матч в карьере в составе «Нетс», набрав 34 очка и реализовав 6 трехочковых, что привело к победе над «Шарлотт Хорнетс» с разницей в 1 очко.

## Статистика

### Статистика в НБА
| Сезон                                                                                    | Команда | Регулярный сезон | Регулярный сезон | Регулярный сезон | Регулярный сезон | Регулярный сезон | Регулярный сезон | Регулярный сезон | Регулярный сезон | Регулярный сезон | Регулярный сезон | Регулярный сезон | Серия плей-офф | Серия плей-офф | Серия плей-офф | Серия плей-офф | Серия плей-офф | Серия плей-офф | Серия плей-офф | Серия плей-офф | Серия плей-офф | Серия плей-офф | Серия плей-офф |
| Сезон                                                                                    | Команда | GP               | GS               | MPG              | FG%              | 3P%              | FT%              | RPG              | APG              | SPG              | BPG              | PPG              | GP             | GS             | MPG            | FG%            | 3P%            | FT%            | RPG            | APG            | SPG            | BPG            | PPG            |
| ---------------------------------------------------------------------------------------- | ------- | ---------------- | ---------------- | ---------------- | ---------------- | ---------------- | ---------------- | ---------------- | ---------------- | ---------------- | ---------------- | ---------------- | -------------- | -------------- | -------------- | -------------- | -------------- | -------------- | -------------- | -------------- | -------------- | -------------- | -------------- |
| 2019/20                                                                                  | Финикс  | 57               | 9                | 22,0             | 43,5             | 39,0             | 80,7             | 3,3              | 1,2              | 0,6              | 0,4              | 8,8              | Не участвовал  | Не участвовал  | Не участвовал  | Не участвовал  | Не участвовал  | Не участвовал  | Не участвовал  | Не участвовал  | Не участвовал  | Не участвовал  | Не участвовал  |
| 2020/21                                                                                  | Финикс  | 60               | 11               | 24,0             | 42,0             | 34,9             | 84,7             | 3,3              | 1,4              | 0,6              | 0,3              | 9,6              | 21             | 0              | 21,1           | 50,0           | 44,6           | 90,6           | 3,1            | 0,8            | 0,9            | 0,2            | 8,2            |
| 2021/22                                                                                  | Финикс  | 66               | 16               | 26,2             | 46,0             | 42,5             | 86,0             | 4,1              | 1,5              | 0,9              | 0,2              | 12,5             | 13             | 3              | 24,6           | 46,5           | 37,3           | 81,3           | 3,5            | 1,5            | 0,4            | 0,1            | 10,8           |
| 2022/23                                                                                  | Финикс  | 17               | 16               | 25,2             | 47,4             | 45,5             | 81,8             | 3,8              | 1,5              | 0,9              | 0,4              | 13,9             | Не участвовал  | Не участвовал  | Не участвовал  | Не участвовал  | Не участвовал  | Не участвовал  | Не участвовал  | Не участвовал  | Не участвовал  | Не участвовал  | Не участвовал  |
| 2022/23                                                                                  | Бруклин | 25               | 25               | 30,8             | 46,8             | 37,2             | 85,1             | 4,8              | 2,1              | 1,4              | 0,3              | 16,6             | 4              | 4              | 38,0           | 50,9           | 42,9           | 85,7           | 5,8            | 2,8            | 0,8            | 0,3            | 18,5           |
| 2023/24                                                                                  | Бруклин | 58               | 47               | 27,6             | 44,6             | 39,1             | 78,9             | 4,3              | 2,4              | 0,8              | 0,3              | 13,4             | Не участвовал  | Не участвовал  | Не участвовал  | Не участвовал  | Не участвовал  | Не участвовал  | Не участвовал  | Не участвовал  | Не участвовал  | Не участвовал  | Не участвовал  |
| 2024/25                                                                                  | Бруклин | 57               | 57               | 31,6             | 47,5             | 39,0             | 89,3             | 4,3              | 3,4              | 0,9              | 0,4              | 18,8             | Не участвовал  | Не участвовал  | Не участвовал  | Не участвовал  | Не участвовал  | Не участвовал  | Не участвовал  | Не участвовал  | Не участвовал  | Не участвовал  | Не участвовал  |
|                                                                                          | Всего   | 340              | 181              | 26,5             | 45,3             | 39,2             | 85,1             | 3,9              | 2,0              | 0,8              | 0,3              | 12,9             | 38             | 7              | 24,1           | 48,9           | 41,6           | 85,9           | 3,6            | 1,2            | 0,7            | 0,2            | 10,2           |
| Наведите курсор мыши на аббревиатуры в заголовке таблицы, чтобы прочесть их расшифровку. |         |                  |                  |                  |                  |                  |                  |                  |                  |                  |                  |                  |                |                |                |                |                |                |                |                |                |                |                |

### Статистика в NCAA
| Сезон | Команда           | Conf              | Class             | GP  | GS | MPG  | FG%  | 3P%  | FT%  | RPG | APG | SPG | BPG | PPG  |
| --- | ----------------- | ----------------- | ----------------- | --- | -- | ---- | ---- | ---- | ---- | --- | --- | --- | --- | ---- |
| 2014/15 | Питтсбург         | ACC               | FR                | 8   | 0  | 14,4 | 39,4 | 34,8 | 50,0 | 1,1 | 0,5 | 0,1 | 0,4 | 4,5  |
| 2015/16 | Питтсбург         | ACC               | FR                | 32  | 1  | 11,7 | 39,7 | 37,5 | 80,8 | 1,8 | 0,5 | 0,3 | 0,2 | 4,8  |
| 2016/17 | Питтсбург         | ACC               | SO                | 33  | 33 | 33,3 | 44,7 | 41,5 | 81,1 | 4,5 | 2,3 | 0,9 | 0,3 | 11,9 |
| 2017/18 | Северная Каролина | ACC               | JR                | 26  | 20 | 29,3 | 42,6 | 34,1 | 84,7 | 4,7 | 2,3 | 0,7 | 0,2 | 12,4 |
| 2018/19 | Северная Каролина | ACC               | SR                | 36  | 36 | 29,9 | 50,6 | 45,7 | 81,8 | 5,8 | 2,4 | 1,2 | 0,3 | 16,9 |
| Всего | Всего             | Всего             | Всего             | 135 | 90 | 16,9 | 45,7 | 40,5 | 81,7 | 2,7 | 1,2 | 0,5 | 0,2 | 7,5  |
| Питтсбург | Питтсбург         | Питтсбург         | Питтсбург         | 73  | 34 | 21,7 | 42,9 | 39,9 | 79,8 | 3,0 | 1,3 | 0,6 | 0,3 | 8,0  |
| Северная Каролина | Северная Каролина | Северная Каролина | Северная Каролина | 62  | 56 | 29,6 | 47,5 | 41,1 | 82,8 | 5,3 | 2,4 | 1,0 | 0,2 | 15,0 |
| Наведите курсор мыши на аббревиатуры в заголовке таблицы, чтобы прочесть их расшифровку Статистика приведена с сайта sports-reference.com |                   |                   |                   |     |    |      |      |      |      |     |     |     |     |      |